# Понсонби, Брабазон, 1-й граф Бессборо
Брабазон Понсонби, 1-й граф Бессборо (англ. Brabazon Ponsonby, 1st Earl of Bessborough; 1679 — 4 июля 1758) — британский политик и пэр.

## Происхождение
Родился в 1679 году. Старший сын Уильяма Понсонби, 1-го виконта Дунканнона (1659—1724), и Мэри Мур (1662—1713), дочери дочери достопочтенного Рэндла Мура и леди Джейн Брабазон.
Брабазон Понсонби заседал в Ирландской палате общин от Ньютаунардса в графстве Килдэр (1705—1714) и графства Килдэр (1715—1724).
17 ноября 1724 года после смерти своего отца Брабазон Понсонби унаследовал титулы 2-го виконта Дунканнона из замка Дунканнон в графстве Уэксфорд (Пэрство Ирландии) и 2-го барона Бессборо из Бессборо в графстве Килкенни (Пэрство Ирландии), став членом Ирландской палаты лордов.
Он получил чин капитана в 27-м Эннискилленском полку в 1707 году. Также он занимал должности шерифа и губернатора графства Килкенни (1713), шерифа и губернатора графства Килдэр (1714), члена Тайного совета Ирландии (с 1727), комиссара налоговых сборов Ирландии (1739—1744), маршала Адмиралтейства (Ирландии) (1751—1752), лорда-судьи Ирландии (1754—1755, 1756—1757) и вице-адмирала Манстера (1755).
6 октября 1739 года для него был создан титул 1-го графа Бессборо из Бессборо (Пэрство Ирландии), а 12 июня 1749 года ему был пожалован титул 1-го барона Понсонби из Сайсонби в графстве Лестершир (Пэрство Великобритании).
Лорд Бессборо скончался 4 июля 1758 года в Бессборо, графство Килкенни, Ирландия, от «переедания фруктов». Он был похоронен в Фиддауне, графство Килкенни, Ирландия.

## Семья и дети
Лорд Бессборо был дважды женат. В 1704 году он женился первым браком на Саре Маргетсон (? — 21 мая 1733), дочери Джона Маргетсона и достопочтенной Элис Колфилд. Её семья владела Бишопскортом в графстве Килдэр, а семья лордов Бессборо проживала втам до 1830-х годов. Сара ранее была замужем за Хью Колвиллом, сыном сэра Роберта Колвилла из Ньютаунардса и Роуз Лесли. У супругов были четверо детей:
- Леди Сара Понсонби (? — 19 января 1736/1737)[1], она вышла замуж в 1727 году за Эдварда Мура, 5-го графа Дроэды (1701—1758).
- Уильям Понсонби, 2-й граф Бессборо (1704 — 11 марта 1793)[1], старший сын и преемник отца, женился в 1739 году на леди Кэролайн Кавендиш, старшей дочери Уильяма Кавендиша, 3-го герцога Девонширского[2]
- Джон Понсонби (29 марта 1713 — 16 августа 1787)[1]; женился в 1743 году на леди Элизабет Кавендиш, также дочери 3-го герцога Девонширского.
- Леди Летиция Понсонби (ок.  1720 — 9 февраля 1754)[1], она вышла замуж в 1742 года за Херви Морреса (1707—1766).

После смерти жены в мае 1733 года Брабазон Понсонби женился 28 ноября 1733 года на Элизабет Сэнки (около 1680 — 17 июля 1738), дочери Джона Сэнки и Элеоноры Морган. Второй брак был бездетным.